# Théâtre Mazenod
Vous pouvez aider à l'améliorer ou bien discuter des problèmes sur sa page de discussion.
- Il n'est pas vérifiable et peut contenir des informations totalement erronées. Il est fortement conseillé aux contributeurs d'étayer son contenu par des sources fiables. Sans cela, sa suppression pourrait être envisagée. (si vous venez d'apposer le bandeau, veuillez cliquer sur ce lien pour créer la discussion et en afficher les indications). (Marqué depuis mai 2025)
- Il peut contenir un travail inédit ou des déclarations non vérifiées. Vous pouvez l’améliorer en ajoutant des références. (Marqué depuis mai 2025)

- Archive Wikiwix
- Bing
- Cairn
- DuckDuckGo
- E. Universalis
- Gallica
- Google
- G. Books
- G. News
- G. Scholar
- Persée
- Qwant
- (zh) Baidu
- (ru) Yandex
- (wd) trouver des œuvres sur Wikidata

Vous pouvez aider à l'améliorer ou bien discuter des problèmes sur sa page de discussion.
- Il ne cite pas suffisamment ses sources. Vous pouvez indiquer les passages à sourcer avec {{référence nécessaire}} ou {{Référence souhaitée}}, et inclure les références utiles en les liant aux notes de bas de page. (Marqué depuis juillet 2025)

- Archive Wikiwix
- Bing
- Cairn
- DuckDuckGo
- E. Universalis
- Gallica
- Google
- G. Books
- G. News
- G. Scholar
- Persée
- Qwant
- (zh) Baidu
- (ru) Yandex
- (wd) trouver des œuvres sur Wikidata

Le Théâtre Mazenod est un des plus anciens théâtres de Marseille et est situé au 88 rue d'Aubagne dans le 1e arrondissement de Marseille à proximité de la station de métro Notre-Dame-du-Mont. Il a été créé en 1934 et a vu se produire sur sa scène les plus grands acteurs et chanteurs du XXe siècle.

## Histoire
Depuis sa création, le Théâtre Mazenod accueille des artistes célèbres : des chanteurs tels que Fernandel, Yves Montand, Jacques Brel, Georges Guétary et André Claveau, des acteurs comme Raimu ou Fernand Charpin, des artistes lyriques tels qu'André Simon ou Charles Burles, ou encore des troupes comme le Rideau Gris, la Cie des Quatre Vents, Les Comédiens de Thepsis, la Compagnie DO MI SOL DO ou le Groupe Artistique la Palud.
Concomitamment à la crise du Covid, le théâtre ferme ses portes au public[Quand ?].
Il a été préempté par la Ville de Marseille en 2022.

## Spectaclesrécents[Quand?]
- Richard Lesage
- José Todaro
- Sheila
- Anthony Joubert
- Alain coquin's show
- Les Starsystem's
- Stéphane David